# Osnica
Osnica (1363 m) – szczyt w tzw. Krywańskiej części Małej Fatry na Słowacji. Znajduje się w bocznym grzbiecie, który odgałęzia się z przełęczy Medziholie i poprzez sedlo Osnice, Osnicę, Strungový príslop, Konopovą, Magurę i Magurkę opada w południowo-wschodnim kierunku do doliny rzeki Orawa. Grzbiet ten oddziela dolinę  Zázrivki od doliny Bystrička. W północno-wschodnim kierunku, w widły potoków Zázrivka i Biela odchodzi boczny grzbiet z wierzchołkami Ostré i Na Ostrom.
Osnicę budują skały wapienne – wapienie margliste i margle serii križniańskiej. Szczyt, grzbiet i obydwie przełęcze są trawiaste. Nie jest to naturalne piętro halne, lecz pozostałości dawnej hali pasterskiej otrzymanej przez cyrhlenie. Dzięki temu Osnica jest dobrym punktem widokowym w kierunku północnym, wschodnim i południowym. Widoczne z niej są Tatry, Wielka Fatra i Wielki Chocz, szczególnie dobrze prezentuje się stąd Wielki Rozsutec i Białe Ściany w grani Małego Rozsutca. Tylko widoki na zachód przesłania masyw Małej Fatry  i  Wielkiego Rozsutca.

## Szlak turystyczny
Párnica – Magurka – Strungový príslop – Osnica – sedlo Osnice – Medziholie. Czas przejścia 6 h, ↓ 4.15 h